# Primaire présidentielle du Parti démocrate de 2020 dans le Wisconsin
 (avril 2020).
 (août 2020).
Le contenu est difficilement compréhensible vu les erreurs de traduction, qui sont peut-être dues à l'utilisation d'un logiciel de traduction automatique.
La primaire démocratique du Wisconsin 2020 a eu lieu le mardi 7 avril 2020, en même temps que l'élection de la Cour suprême du Wisconsin. Il s'agit de l'une des primaires présidentielles du Parti démocrate pour l'élection présidentielle de 2020. La primaire du Wisconsin est une primaire ouverte, l'État accordant 97 délégués, dont 84 délégués promis qui sont attribués sur la base des résultats de la primaire. Bien que le vote en personne ait eu lieu le 7 avril, les résultats complets ne sont pas attendus avant le 13 avril, conformément à une décision du tribunal du district.
Au moment de l'élection du 7 avril, Joe Biden et Bernie Sanders étaient dans la course. Cependant, le lendemain matin, avant la publication des résultats complets du Wisconsin, Sanders a abandonné la course, laissant Biden comme le futur candidat présumé du parti.

## Procédure
Le Wisconsin était le seul État à avoir voté le 7 avril 2020 dans les primaires démocrates.
Le vote a eu lieu dans tout l'État, de 8h à 20h. Dans la primaire ouverte, les candidats doivent atteindre un seuil de 15% au niveau du district du Congrès ou de l'État pour être considérés comme viables. Les 84 délégués promis à la Convention nationale démocratique de 2020 seront répartis proportionnellement sur la base des résultats de la primaire. Sur les 77 délégués promis, entre 5 et 11 sont affectés à chacun des 8 districts du Congrès de l' État et 10 autres sont attribués aux chefs de parti et aux élus (délégués PLEO), en plus des 29 délégués promis. Ces totaux de délégué ne tiennent pas compte des primes ou pénalités de délégué promises en raison du calendrier ou du regroupement.
Le dimanche 26 avril 2020, les caucus de comté sélectionneront des délégués pour les caucus de district du Congrès qui auront lieu le dimanche 17 mai 2020, qui à leur tour désigneront des délégués au niveau du district de la convention nationale. La réunion du comité administratif avant la convention d'État se tiendra par la suite le vendredi 12 juin 2020 pour voter sur les 29 délégués promis et les 10 délégués de la PLEO à envoyer à la Convention nationale démocratique. Les 77 délégués promis par le Wisconsin à la convention nationale seront rejoints par 13 délégués PLEO non promis (huit membres du Comité national démocrate ; quatre membres du Congrès, dont un sénateur et 3 représentants américains; et le gouverneur).

### Pandémie de coronavirus 2019-2020
Depuis le déclenchement de la pandémie de coronavirus 2019-2020, plusieurs États ont retardé leurs primaires prévues et prolongé la période de vote par correspondance. Des responsables de santé, des agents du scrutin et des électeurs ont exprimé leur inquiétude quant au fait que voter en personne au plus fort de la pandémie ne serait pas sûr pour les personnes vulnérables. Le gouverneur Tony Evers (Démocrate) a signé un décret pour une élection par la poste, mais ce décret a été rejeté par l'Assemblée législative du Wisconsin, contrôlée par les républicains.
Le 2 avril, bien que le juge de district américain William M. Conley ait refusé de reporter l'élection, il a prolongé le délai de vote par correspondance jusqu'au 13 avril (ordonnant aux greffiers de ne divulguer aucune donnée électorale avant cette date),. Cependant, le 6 avril, la Cour suprême des États-Unis a annulé la décision de Conley, ce qui signifie que tous les bulletins de vote par correspondance doivent toujours être oblitérés d'ici «le jour des élections, le mardi 7 avril», même s'il sera toujours acceptable que les bulletins de vote soient reçus par les greffiers aussi tard que le 13 avril,. La Cour suprême des États-Unis "n'a pas modifié la disposition de l'ordonnance modifiée de Conley qui interdit la communication des résultats jusqu'au 13 avril".
Le gouverneur Evers a ensuite convoqué une session extraordinaire de la législature pour reporter le vote en personne, mais la session s'est terminée en quelques minutes sans action, forçant la primaire à continuer comme prévu.
Le 6 avril, Evers a publié un décret exécutif qui, s'il avait été appliqué, aurait reporté les élections du 7 avril à la date provisoire du 9 juin,. Les dirigeants républicains ont immédiatement annoncé qu'ils allaient contester l'ordonnance devant la Cour suprême du Wisconsin . La Cour suprême du Wisconsin a jugé qu'Evers n'avait pas le pouvoir de reporter les élections, ce qui signifie que le décret exécutif d'Evers a été annulé et que les élections se tiendraient comme prévu le 7 avril.
Cela a été porté en appel devant un tribunal fédéral qui a pris parti pour le gouverneur, et qui a lui-même été saisi devant la Cour suprême des États-Unis, qui, sur un vote de 5 à 4, a confirmé la décision du tribunal d'État.
Le vote était quelque peu chaotique, avec des gens qui attendaient sous la pluie pendant des heures dans certains cas avec des masques et en pratiquant la distanciation sociale.